# Groß Himstedt
Groß Himstedt ist ein Ortsteil der Gemeinde Söhlde im Landkreis Hildesheim in Niedersachsen.

## Geographie
Groß Himstedt ist beginnend im Norden dem Uhrzeigersinn folgend von den Dörfern Steinbrück, Söhlde, Berel, Klein Himstedt und Hoheneggelsen umgeben. Südlich von Groß Himstedt liegt in Richtung Berel das Waldgebiet Bereler Ries. Naturräumlich liegt Groß Himstedt in der Ilseder Börde, die je nach Definition oft auch zur Hildesheimer Börde gerechnet wird. Dementsprechend ist das Dorf weiträumig von landwirtschaftlicher Nutzfläche umgeben. Im Süden werden diese Flächen durch den bewaldeten Salzgitter-Höhenzug (im Norden Lichtenberge genannt) und das Vorholz begrenzt.

## Geschichte
Im Jahr 1151 wurde das Dorf Himstedt erstmals als Hemstide erwähnt. In dieser Zeit hatte das Moritzstift in Hildesheim Grundbesitz im Ort. 1166 wird der Name Rotmann von Himstedt erwähnt. Seine Ehefrau Sophie war die Tochter des Grafen Heinrich von Assel-Winzenburg. In zweiter Ehe war sie später vermutlich mit Burkhard I. von Woldenberg verheiratet. Zusammen mit seinem Bruder Siegfried besaß Rotmann bei Wolfenbüttel Güter, die später an das Kloster Steterburg verkauft wurden. Daneben wird im späten 12. Jahrhundert eine weitere Familie von Himstedt erwähnt, die Grundstücke im Dorf besaß, welche später ebenfalls an das Kloster Steterburg fielen.
Die Edelherren von Meinersen gaben um 1340 in Hemstede den Zehnt als Lehen an die von Saldern. 1390 gehörten dem Stiftsmarschall Hans von Schwicheldt und 1481 Ludolf von Saldern bischöfliche Lehen in Himstedt.
Am 1. März 1974 wurde aus Groß Himstedt zusammen mit den Gemeinden Bettrum, Feldbergen, Hoheneggelsen, Klein Himstedt, Mölme, Nettlingen, Söhlde und Steinbrück die neue Gemeinde Söhlde gebildet.
Bereits von 1821 bis 1866 waren diese Dörfer Teil des Amtes Steinbrück, während sie von 1885 bis 1974 zum Kreis Marienburg gehörten, der schließlich im Landkreis Hildesheim aufging.
Ins heutige Ortsbild fügen sich die romanische Kirche von vor 1300, das Dorfgemeinschaftshaus und der Dorfplatz sowie ein Kriegerdenkmal ein. Erwähnenswert ist auch der Mühlengedenkstein.

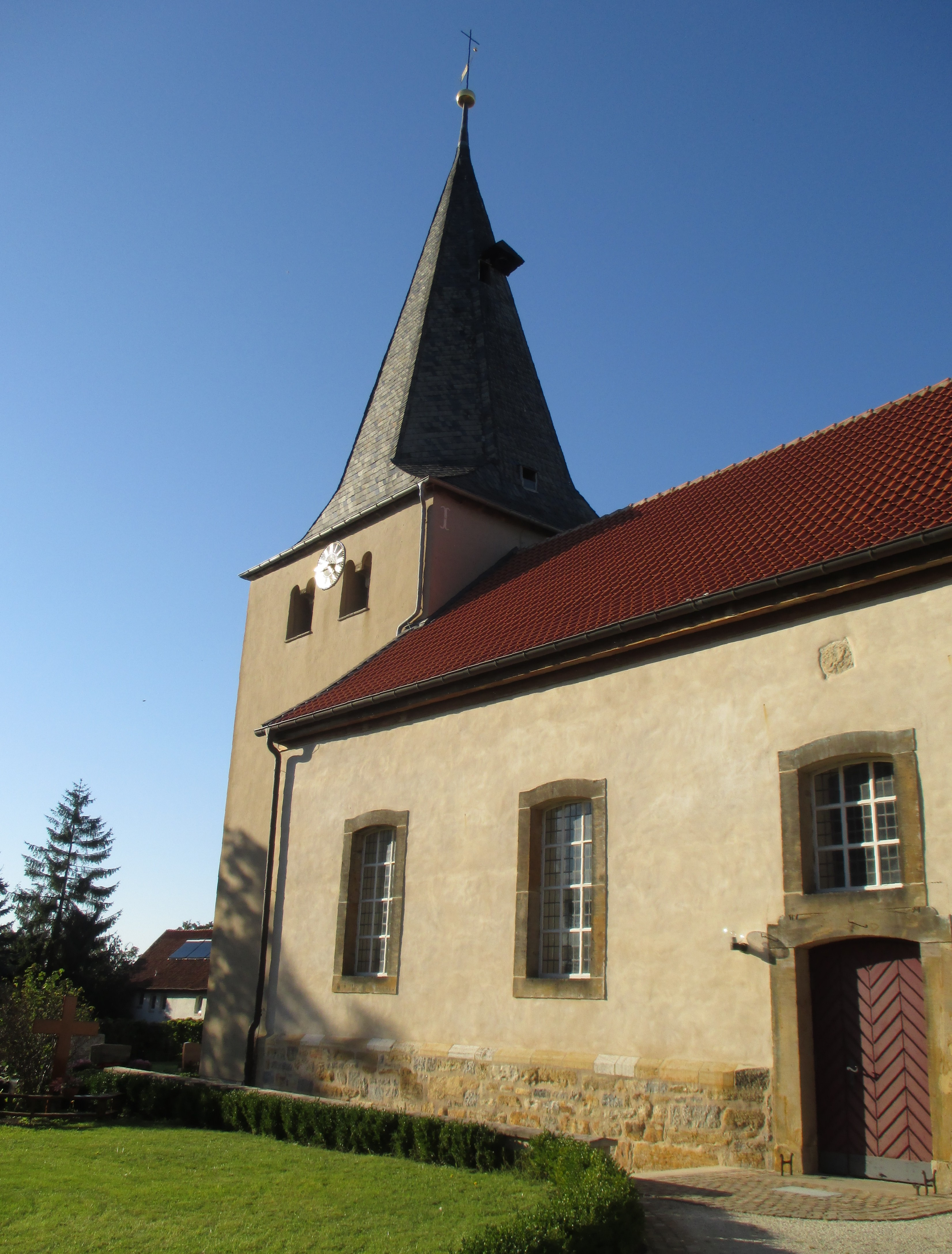
Kirche Groß Himstedt
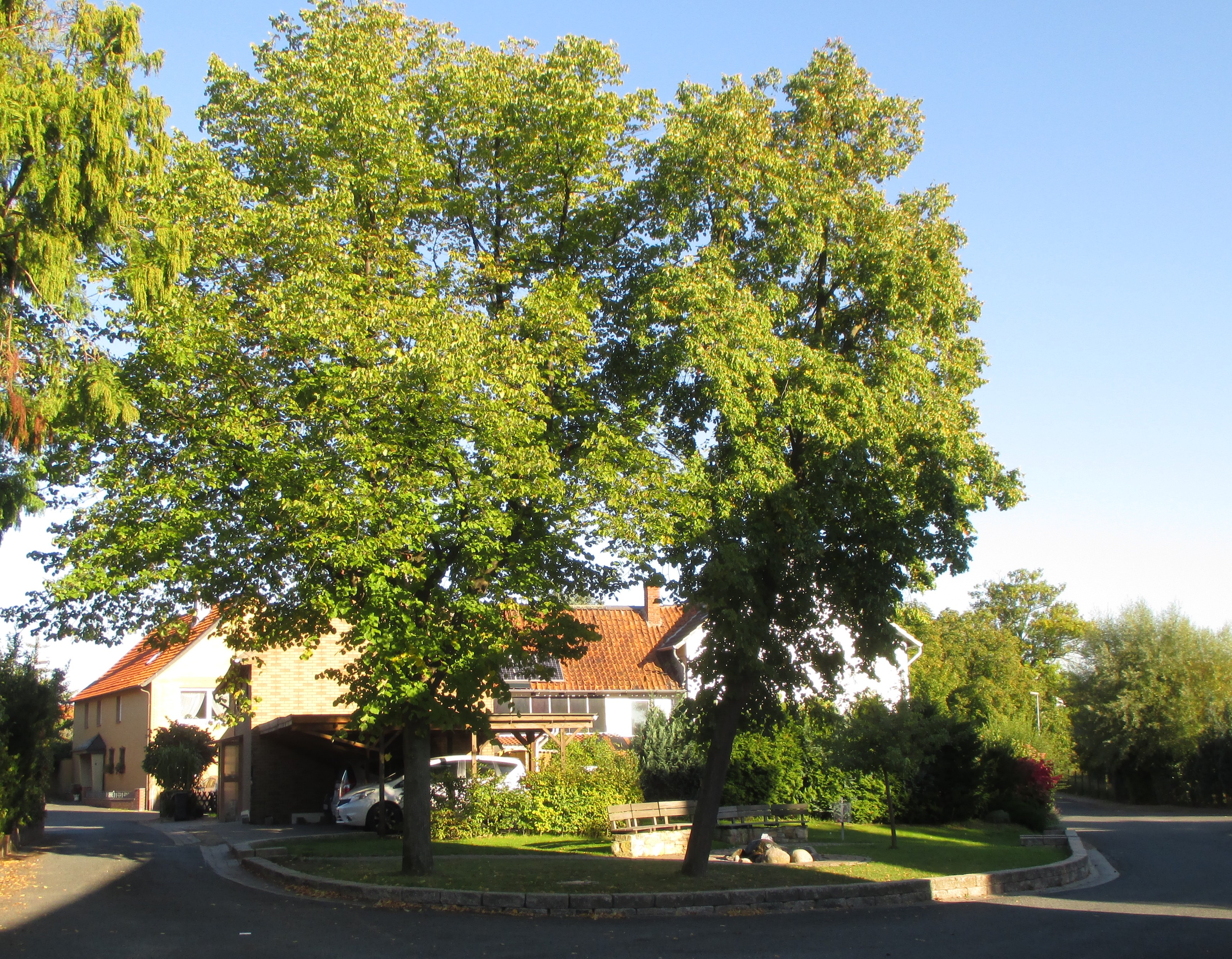
Dorfplatz

### Einwohnerentwicklung
| Groß Himstedt – Bevölkerungsentwicklung seit 2012 | Groß Himstedt – Bevölkerungsentwicklung seit 2012 | Groß Himstedt – Bevölkerungsentwicklung seit 2012                                                                     |
| Jahr                                              | Einwohner                                         | Entwicklung |
| ------------------------------------------------- | ------------------------------------------------- | --- |
| 2012                                              | 540                                               | Hier fehlt eine Grafik, die leider im Moment aus technischen Gründen nicht angezeigt werden kann. Wir arbeiten daran! |
| 1. Sep. 2015                                      | 522                                               | Hier fehlt eine Grafik, die leider im Moment aus technischen Gründen nicht angezeigt werden kann. Wir arbeiten daran! |
| 1. Sep. 2016                                      | 493                                               | Hier fehlt eine Grafik, die leider im Moment aus technischen Gründen nicht angezeigt werden kann. Wir arbeiten daran! |
| 31. Dez. 2017                                     | 511                                               | Hier fehlt eine Grafik, die leider im Moment aus technischen Gründen nicht angezeigt werden kann. Wir arbeiten daran! |
| 31. Dez. 2018                                     | 511                                               | Hier fehlt eine Grafik, die leider im Moment aus technischen Gründen nicht angezeigt werden kann. Wir arbeiten daran! |

## Politik

### Wappen
Das Wappen zeigt eine spätgotische Sakramentsnische der Dorfkirche mit schmiedeeiserner Gittertür auf rotem Grund.

### Ortsrat
Der Ortsrat setzt sich aus fünf Ratsfrauen und Ratsherren zusammen. Nach der Kommunalwahl am 11. September 2016 ergab sich die folgende Sitzverteilung (in Klammern Veränderung zur Wahl 2011):
- CDU 3 Sitze (±0)
- SPD 2 Sitze (±0)

### Ortsbürgermeister
Ortsbürgermeister ist Jan Günther (CDU).

## Wirtschaft und Infrastruktur

### Verkehrsanbindung
Über die Landesstraße 475 ist Groß Himstedt an die umliegenden Dörfer Bettrum, Klein Himstedt, Söhlde und Woltwiesche sowie an die Bundesstraße 444 angebunden. Daneben verläuft die Landesstraße 474 ebenfalls durch den Ort. Sie verbindet Hoheneggelsen im Norden mit Berel, Burgdorf und Osterlinde im Süden. Zu erwähnen ist weiterhin eine Kreisstraße, die nach Steinbrück im Nordosten führt.
Zwischen Groß Himstedt und Hoheneggelsen liegt der Bahnhof Hoheneggelsen an der Bahnstrecke Hildesheim–Braunschweig.